# Celia Israel
Celia Marie Israel (nacida el 15 de julio de 1964) es una política estadounidense y actual recaudadora de impuestos del condado de Travis. Anteriormente representó al distrito 50 de la Cámara de Representantes de Texas y fue reemplazada por el representante estatal James Talarico cuando decidió postularse para la alcaldía de Austin. Ella es miembro del Partido Demócrata.

## Primeros años y carrera
Israel se crio en El Paso, Texas. Se mudó al área de Austin en 1982 para asistir a la Universidad de Texas en Austin. Después de graduarse con un título en gobierno, sirvió en la administración de la gobernadora Ann Richards. Israel es una agente inmobiliario con licencia en Texas.

## Carrera política
Israel ganó una elección especial el 28 de enero de 2014 para representar al distrito 50 de la Cámara de Representantes de Texas y suceder a Mark Strama. Obtuvo el 50% de los votos.
Israel fue miembro del Grupo de Estudio Legislativo, del Caucus de Salud de la Mujer, del Caucus Legislativo Mexicano-Americano y fue miembro fundador del Caucus LGBTQ de la Cámara de Representantes de Texas. Anteriormente se desempeñó como vicepresidenta del Caucus Demócrata de la Cámara de Representantes de Texas, supervisando el Comité Directivo y de Políticas. Propuso una legislación para introducir el registro de votantes en línea en Texas. En septiembre de 2019, fue elegida para dirigir el Comité de Campaña Demócrata de la Cámara de Representantes de Texas, un comité de acción política encargado de elegir más demócratas para la Cámara de Representantes de Texas.
En enero de 2022, Israel anunció que se postularía a la alcaldía de Austin en las elecciones de ese año  En las elecciones generales del 8 de noviembre, avanzó a una segunda vuelta contra Kirk Watson. Sin embargo, perdió por un estrecho margen de 50,41% contra 49,59%.
En junio de 2023, Israel anunció una campaña para el cargo de Asesora-Recaudadora de Impuestos del condado de Travis, tras la jubilación de Bruce Elfant. No encontró oponentes ni en las elecciones primarias ni en las generales y asumió el cargo el 3 de enero de 2025.

## Vida personal
Israel se identifica como lesbiana y vive con su esposa, Celinda Garza.